# Phanerotomella mucronata
Phanerotomella mucronata är en stekelart som beskrevs av De Saeger 1948. Phanerotomella mucronata ingår i släktet Phanerotomella och familjen bracksteklar. Inga underarter finns listade i Catalogue of Life.